# Bill Evans
William John "Bill" Evans (Plainfield, 16 de agosto de 1929 — Nova Iorque, 15 de setembro de 1980) foi um pianista norte-americano, considerado um dos mais importantes músicos de jazz da história, sendo até hoje uma das referências do piano de jazz pós-50.
Seu uso da harmonia impressionista, suas interpretações inventivas do repertório tradicional de jazz e suas linhas melódicas sincopadas e polirrítmicas influenciaram toda uma geração de pianistas, incluindo Herbie Hancock, Denny Zeitlin, Chick Corea e Keith Jarrett. Seu trabalho continua a influenciar jovens pianistas como Fred Hersch, Esbjörn Svensson, Bill Charlap e Lyle Mays, e músicos que tocam outros instrumentos, como o guitarrista John McLaughlin.

## Biografia
Sua mãe era pianista amadora com interesse em compositores clássicos modernos, o que originou sua formação clássica ao piano aos 6 anos de idade. Aprendeu flauta aos 13 anos e também tocava violino.
Nos anos 40, tocou boogie woogie em vários clubes novaiorquinos. Recebeu uma bolsa na Southeastern Louisiana University e se formou em 1950 em piano e ensino de música. Mais tarde, estudou composição na Mannes College of Music. Após algum tempo no exército, tocava em vários clubes de dança com clarinetistas e guitarristas de jazz.
Trabalhando em Nova Iorque na década de 1950, Evans ganhou fama como sideman em bandas tradicionais e as chamadas Third Stream.
Durante esta época, ele teve a oportunidade de gravar em vários contextos com alguns dos maiores nomes do jazz, entre eles George Russell, Charles Mingus, Oliver Nelson e Art Farmer. 
Em 1956 lançou seu álbum de estreia, New Jazz Conceptions, para a Riverside Records, já incluindo aquela que se tornaria a sua mais conhecida composição, "Waltz for Debbie".
Em 1958 Evans era o único músico branco no afamado sexteto de Miles Davis. Apesar da pouca duração ( foram só 8 meses) foi uma das colaborações mais frutíferas da história do jazz. Fruto dessa colaboração é o álbum Kind of Blue (lançado em 1959), do qual participaram também Cannonball Adderley (saxo alto), John Coltrane (saxo tenor), Paul Chambers (baixo) e Jimmy Cobb (bateria). Kind of Blue é o álbum mais vendido da história do jazz. Evans deixou o sexteto por conta de seu desejo de trabalhar em projetos próprios, pelos problemas com o uso de drogas e conflitos com outros membros da banda.
No começo da década de 1960 Evans liderou um trio com o baixista Scott LaFaro e o baterista Paul Motian, um dos mais aclamados trios de jazz de todos os tempos. Gravaram Portrait in Jazz, (1959), Explorations, Sunday at the Village Vanguard e Waltz for Debby, todos em 1961. 
A morte prematura de LaFaro, aos 25 anos de idade, num acidente automobilístico, lançou Evans e Motian numa profunda crise, com uma interrupção no trabalho em trio, da qual começaram a sair com a chegada do contrabaixista Chuck Israels.
Bill tocou também com Jim Hall, Freddie Hubbard, Stan Getz, com orquestras dirigidas por Claus Ogerman, e com Tony Bennett.
Sua carreira foi encurtada devido a problemas com drogas, que minaram severamente sua saúde; no entanto, Evans conseguiu manter um alto padrão de qualidade musical em sua discografia.
De acordo com o famoso crítico de jazz Joachim E. Berendt, Evans foi o primeiro pianista moderno "modal". Seu fraseado elegante e suas harmonias sofisticadas indicam influências de Debussy, Ravel e, recuando um pouco no tempo, até mesmo Chopin.
Morreu de insuficiência hepática e hemorragia interna provocadas pelo uso continuado de heroína e cocaína.

## Discografia
Riverside Records
- New Jazz Conceptions (1956)
- Everybody Digs Bill Evans (1958)
- Green Dolphin Street (1959, só lançada nos anos 70)
- Portrait in Jazz (1959)
- Explorations (1961)
- Sunday at the Village Vanguard (1961)
- Waltz for Debby (1961)
- How My Heart Sings (1962)
- Interplay (1962)
- Moonbeams (1962)
- Conversations With Myself (1963)
- The Solo Sessions (2 volumes 1963)
- At Shelly's Manne Hole (1963)
- Waltz for Debby (com Monica Zetterlund) (1964)

United Artists Records
- The Ivory Hinters (com Bob Brookmeyer (piano)) (1959)
- Undercurrent com Jim Hall (1963)

Verve Records
- Trio '64 (1964)
- Trio '65 (1965)
- Bill Evans Trio with Symphony Orchestra (1965)
- Bill Evans at Town Hall (1966)
- Intermodulation (com  Jim Hall) (1966)

Fantasy Records
- I Will Say Goodbye (1977)

MPS Records
- Symbiosis (1974)